# Хуан Пабло Вилялобос
Хуан Пабло Вилялобос (на испански: Juan Pablo Villalobos) е мексикански писател.

## Биография и творчество
Роден е през 1973 година в Гуадалахара. Учи маркетинг и испанска литература, след което заминава за Барселона, където подготвя докторат по теория на литературата и сравнително литературознание. След 2010 година публикува няколко романа, които получават известност и са превеждани на много езици.